# Ormyrus aridus
Ormyrus aridus är en stekelart som beskrevs av Zerova 2005. Ormyrus aridus ingår i släktet Ormyrus och familjen kägelglanssteklar.
Artens utbredningsområde är Israel. Inga underarter finns listade i Catalogue of Life.